# Ana Palacio

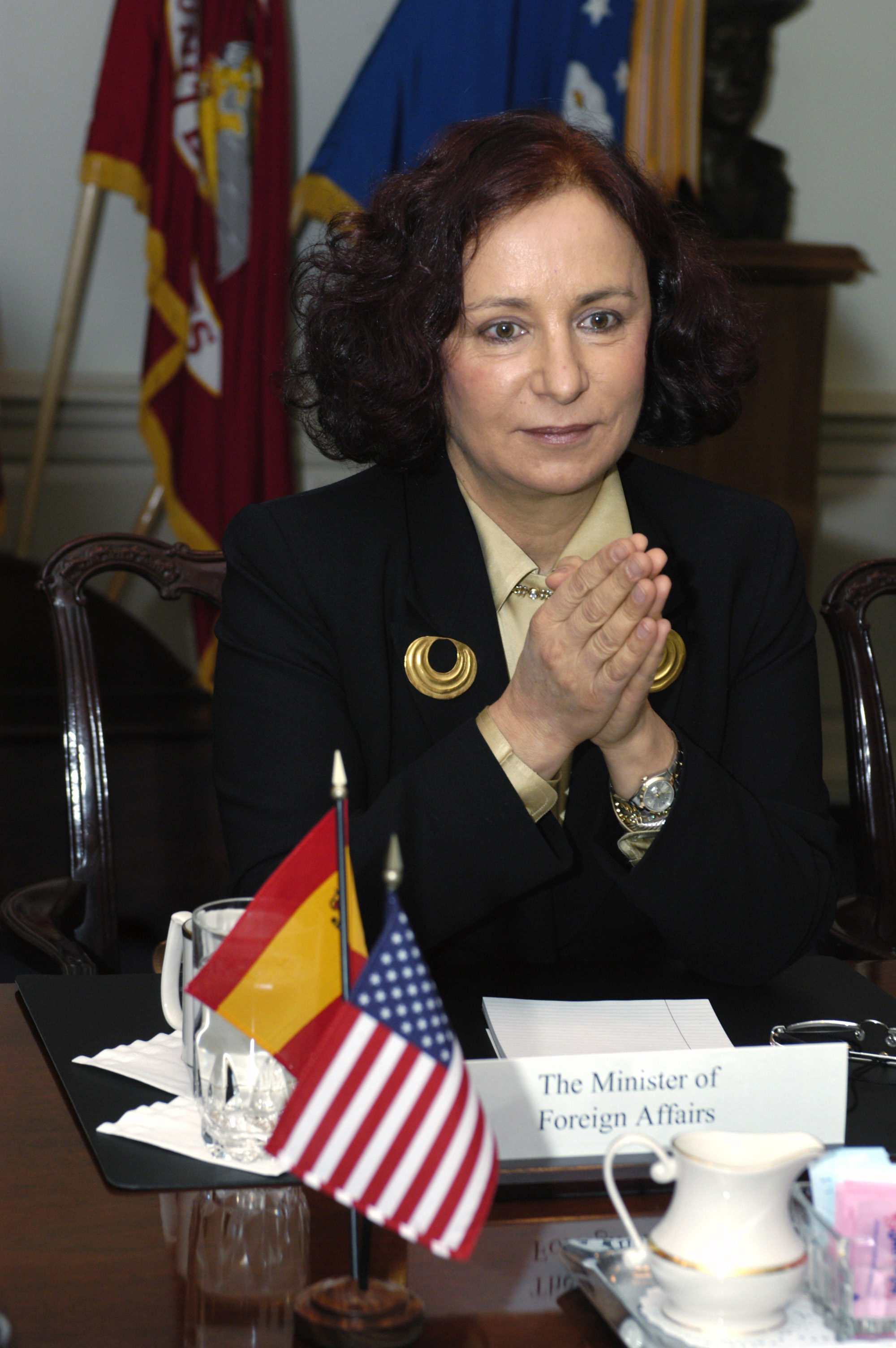
Ana Palacio

Ana de Palacio y del Valle Lersundi, född 22 augusti 1948 i Madrid, är en spansk politiker och medlem av det konservativa partiet Partido Popular.
Palacio var ledamot av Europaparlamentet 1994-2002 där hon bland annat var ordförande i Utskottet för rättsliga frågor och den inre marknaden 1999-2002. Hon var den första kvinnliga spanska utrikesministern och innehade denna post 2002-2004 i José María Aznars regering. I samband med den socialistiska valsegern i parlamentsvalet 2004 avgick Palacio som utrikesminister men valdes in i Cortes Generales. Åren 2006-2008 ingick hon i Världsbankens ledning som Senior Vice President & World Bank Group General Counsel. 
Palacio har universitetsexamen i juridik, statsvetenskap och sociologi och har arbetat under flera år som advokat. Hon är syster till Loyola de Palacio.